# Scleronephthya
Scleronephthya ist eine Korallengattung aus der Unterklasse der Octocorallia. Sie ist im Roten Meer und im tropischen Indopazifik bis zu den Philippinen, Neuguinea, den Salomon-Inseln und Mikronesien verbreitet. Sie wächst vor allem an Riffkanten, an Überhängen oder hängt von Höhlendächern herab.

## Merkmale
Scleronephthya-Kolonien wirken fleischig und haben kurze, sich verzweigende Stämme. Sie werden ausschließlich durch den inneren Wasserdruck stabilisiert. Hauptstamm und große Äste sind ohne Polypen. Diese sitzen in Knäuel an den Enden der Zweige. Wie bei allen Octocorallia haben die Scleronephthya-Polypen acht Tentakel. Sie können nicht komplett in die Äste eingezogen werden. Die Äste sind dicht mit spindelförmigen Skleriten versehen, so dass sie sich zusammengezogen rau anfühlen. Die Polypen haben keine Sklerite. Scleronephthya sind meist prächtig gelb, orange oder rot gefärbt. Im Unterschied zur nah verwandten Gattung Dendronephthya sind Stamm, Äste und Polypen normalerweise gleichfarbig. Scleronephthya lebt nicht mit Zooxanthellen in Symbiose, sondern ernährt sich ausschließlich durch den Fang von Phytoplankton.